# Lovestar
Lovestar är ett album av Thomas Di Leva där han tolkar 80-tals-hits av andra artister. Albumet gavs ut den 31 mars 2010 av Universal Music .

## Låtlista
| Nr | Titel                       | Originalartist           |
| -- | --------------------------- | ------------------------ |
| 1  | Another Day in Paradise     | Phil Collins             |
| 2  | Let's Dance                 | David Bowie              |
| 3  | Owner of a Lonely Heart     | Yes                      |
| 4  | Pride (in the Name of Love) | U2                       |
| 5  | Man in the Mirror           | Michael Jackson          |
| 6  | The Miracle of Love         | Eurythmics               |
| 7  | Boys Don't Cry              | The Cure                 |
| 8  | Never Ending Story          | Limahl                   |
| 9  | Personal Jesus              | Depeche Mode             |
| 10 | Redemption Song             | Bob Marley & The Wailers |
| 11 | Rockin' in the Free World   | Neil Young               |
| 12 | The Winner Takes It All     | Abba                     |